# Allocinopus
Allocinopus is een geslacht van kevers uit de familie van de loopkevers (Carabidae). De wetenschappelijke naam van het geslacht is voor het eerst geldig gepubliceerd in 1903 door Thomas Broun samen met de beschrijving van de eerste soort, Allocinopus sculpticollis uit Nieuw-Zeeland.

## Soorten
Het geslacht Allocinopus omvat de volgende soorten:
- Allocinopus angustulus Broun, 1912
- Allocinopus belli Larochelle & Lariviere, 2005
- Allocinopus bousqueti Larochelle & Lariviere, 2005
- Allocinopus latitarsis Broun, 1911
- Allocinopus sculpticollis Broun, 1903
- Allocinopus smithi Broun, 1912
- Allocinopus wardi Larochelle & Lariviere, 2005